# Stavební spořitelna
Stavební spořitelna je banka, které byla udělena bankovní licence dle zákona č. 21/1992 Sb., o bankách, povolující pouze výkon činností, kterými jsou stavební spoření a další činnosti upravené zákonem o stavebním spoření.
V ČR patří mezi stavební spořitelny následující organizace:
- ČSOB Stavební spořitelna, a.s.
- Stavební spořitelna České spořitelny, a.s.
- Modrá pyramida stavební spořitelna, a.s.
- Raiffeisen stavební spořitelna, a.s.
- MONETA Stavební spořitelna, a.s.

31. října 2008 zanikla HYPO stavební spořitelna a.s. fúzí s Raiffeisen.
Stavební spořitelny jsou sdruženy v Asociaci českých stavebních spořitelen.